# Nipaecoccus ericicola
Nipaecoccus ericicola är en insektsart som först beskrevs av William Miles Maskell 1893.  Nipaecoccus ericicola ingår i släktet Nipaecoccus och familjen ullsköldlöss. Inga underarter finns listade i Catalogue of Life.